# Impatiens monotricha
Impatiens monotricha är en balsaminväxtart som beskrevs av Joseph Dalton Hooker. Impatiens monotricha ingår i släktet balsaminer, och familjen balsaminväxter. Inga underarter finns listade i Catalogue of Life.